# David Ben Gurion
David Ben Gurion ({{Vjazyce2|he| דָּוִד בֶּן־גּוּרְיוֹן, rodným jménem David Grün; 16. října 1886 Płońsk – 1. prosince 1973 Tel Aviv) byl první izraelský premiér; tuto funkci zastával s přestávkou po třináct let. Ben Gurionovo nadšení sionismem vyvrcholilo v roli, kterou sehrál při založení Izraele. Poté, co jej vedl k vítězství během války za nezávislost, pomáhal založit státní instituce a dohlížel nad absorpcí statisíců Židů z celého světa. Někdejší sionistický vůdce zastával čelné státní funkce a po odchodu z politického života v roce 1970 se přesunul do kibucu Sde Boker, kde žil až do své smrti. Posmrtně byl Ben Gurion časopisem Time zařazen mezi 100 nejvýznamnějších lidí století.

## Mládí
Ben Gurion se narodil jako David Grün (někdy též Gruen, Green či Gryn) v Płońsku, v tehdejším ruském Polsku (dnešním Polsku), v rodině právníka a vůdce sionistické organizace Chovevej Cijon Avigdora Grüna. Jeho matka zemřela, když mu bylo jedenáct let.
Grün byl vychováván jako horlivý sionista. Ve čtrnácti letech založil sionistické mládežnické hnutí Ezra, jehož cílem bylo sionistické učení a obroda mluvené hebrejštiny. V osmnácti letech odešel do Varšavy, kde začal studovat na tamější univerzitě, a kde si na studia přivydělával výukou na hebrejské škole. Ve stejný rok (1904) vstoupil do marxistického hnutí Poalej Cijon („Dělníci Sijónu“). O rok později byl během ruské buržoazní revoluce dvakrát uvězněn. Šokován pogromy a antisemitismem ve východní Evropě, ale i na otcův popud, se v roce 1906 rozhodl odejít do Palestiny (tehdy pod osmanskou nadvládou) a společně s Jicchakem Ben Cvi se stal hlavním vůdcem Poalej Cijon.

### Alija do Palestiny
Dne 7. září 1906 se vylodil v Jaffě a poté odjel do Petach Tikvy, kde pracoval v zemědělství na pomerančových plantážích. V roce 1909 dobrovolně vstoupil do židovské obranné organizaci Ha-Šomer („Strážce“), která pomáhala bránit izolované židovské zemědělské osady. V letech 1910 až 1912 redigoval hebrejsky psané noviny Achdut („Jednota“) a v této době si David Grün hebraizoval své příjmení na Ben Gurion (po židovském vůdci v římských dobách). V letech 1911 až 1914 studoval v Saloniki (dnešní Soluň) turečtinu a během tohoto období studoval společně s Ben Cvim právo na Instanbulské univerzitě. Do Palestiny se s Ben Cvim vrátil na počátku první světové války, ale již rok byli oba v roce 1915 vyhoštěni kvůli svým politickým aktivitám do Egypta.
Po vyhoštění odešel Ben Gurion s Ben Cvim do Spojených států v rámci náborové kampaně. Jejich cílem bylo získat co největší počet perspektivních přistěhovalců, kteří by do Palestiny po válce odjeli. Jednou z těch, kteří na náborovou kampaň zareagovali byla i budoucí ministerská předsedkyně Golda Meirová. Ben Gurion a Ben Cvi však ve Spojených státech rovněž zjistili, že mezi americkým Židovstvem není velké povědomí o sionistických aktivitách v zemi izraelské. Z toho důvodu se rozhodli vydat dvě knihy (Jizkor a Země izraelská), které popisovaly sionistické úsilí a úspěchy, kterých bylo dosud dosaženo. Ben Gurion se ve Spojených státech usadil v New Yorku, a kde potkal svou budoucí manželku Paulu Munweisovou, která pocházela z ruského Minsku. O dva roky později se vzali a měli tři děti. V listopadu 1917 vydalo Spojené království tzv. Balfourovu deklaraci, v níž „vláda Jeho Veličenstva pohlíží příznivě na zřízení národní domoviny židovského lidu v Palestině…“ V souvislosti s touto deklarací Ben Gurion prohlásil:
| „                          | Anglie nám (naši) zemi nenavrátila (…) Země nemůže být dosaženo bez soužení práce a tvořivosti, bez úsilí budovat a osidlovat. Sám hebrejský národ musí změnit toto právo na živoucí a existující fakt. | “ |
| — David Ben Gurion, Paměti | |   |

V roce 1918 se Ben Gurion nechal zapsat do britské armády jako příslušník 38. praporu židovské legie. Po výcviku, který probíhal nejprve v Kanadě, Anglii a nakonec v Egyptě, byl poslán do Palestiny jako příslušník královských střelců, avšak těsně před jeho příjezdem došlo k porážce Osmanské říše, a Ben Gurion tak odešel do civilu. Poté se se svou rodinou přestěhoval do Palestiny, která již byla po válce ve správě Spojené království.

## Sionistické vedení
Po smrti teoretika Bera Borochova došlo v roce 1919 k rozdělení levicové a pravicové části Poalej Cijon a Ben Gurion a jeho přítel Berl Kacnelson se postavili do vedení pravicovější části hnutí dělnického sionismu. Díky tomu tak téhož roku stál u transformace Poalej Cijon v politickou stranu Achdut ha-avoda („Dělnická jednota“), které se stal předsedou. V prosinci 1920 se podílel na sjednocení různých, často soupeřících dělnických sionistických skupin do Všeobecné konfederace židovských pracujících, známé pod názvem Histadrut. Ben Gurion se následně stal jeho generálním tajemníkem a tuto funkci zastával následujících patnáct let.
V roce 1930 sehrál Ben Gurion klíčovou roli ve sloučení dvou hlavních dělnických sionistických stran: Achdut ha-avody a ha-Po'el ha-ca'ir („Mladý dělník“) ve stranu Mapaj (celým názvem „Dělnická strana Izraele“), jejímž se stal předsedou. Dělnický sionismus se stal dominantním ideologickým proudem i ve Světové sionistické organizaci a v roce 1935 se Ben Gurion stal předsedou Židovské agentury, kterou Britové považovali za oficiální zastoupení Židů v mandátní Palestině. Tuto funkci si ponechal až do vzniku Izraele v roce 1948.

### Arabové a Britové
Stále větší posilování a zakořenění židovských osadníků v Palestině mělo za následek rostoucí znepokojení mezi palestinskými Araby, které vyústilo v násilné střety mezi těmito dvěma komunitami. Nejprve při nepokojích v roce 1929. V letech 1936 až 1939 dosáhlo napětí svého vrcholu při arabském povstání, během níž Arabové útočili na židovské civilisty a plenili židovské osady. Ben Gurion však i přesto zastával taktiku zdrženlivosti („Havlaga“), podle níž neměla Hagana a další židovské skupiny provádět odvetné akce proti Arabům, ale soustředit se pouze na obranu. V reakci na arabské povstání jmenovalo Spojené království tzv. Peelovu komisi, která měla prošetřit příčinu nepokojů. Jedním z výstupů komise byl plán rozdělení mandátu na židovská a arabská území. Ben Gurion společně s Chajimem Weizmannem a Moše Šaretem plán za Světovou sionistickou organizaci přijali, přestože území přiřčené pro židovský stát bylo výrazně menší a nezahrnovalo mnoho oblastí. Plán naopak odmítli jak představitelé Arabů, tak revizionističtí sionisté v čele s Vladimírem Žabotinským. K návrhu Peelovy komise se Ben Gurion v jednom z projevů ke svým labouristickým kolegům vyjádřil následovně:
| „                                                   | Židovský stát, který nám teď nabízejí, není sionistickým cílem (…) pro něj je nemožné vyřešit židovský problém na takovémto území. Ale bude to rozhodující stadium v získávání velkých sionistických cílů. V nejkratším možném čase vytvoří reálné židovské vzepětí, které nás dovede k dalším historickým metám. | “ |
| — David Ben Gurion, v projevu k dělnickým sionistům | |   |

Labouristický postoj k návrhu Peelovy komise přispěl ke konfliktu s Žabotinského revizionistickými sionisty a k odštěpení militantní organizace Irgun od Hagany. V souvislosti s arabskou revolucí, která se stavěla proti židovské imigraci, ale i s ohledem na vlastní blízkovýchodní politiku, vydalo Spojené království 9. listopadu 1938 tzv. MacDonaldovu bílou knihu. Ta vešla v platnost v květnu 1939 a mimo jiné stanovila přísná pravidla výrazným způsobem omezující židovskou imigraci do Mandátu; v následujících pěti letech udávalo kvótu 75 tisíc Židů. Poté měla být imigrace podřízena vůli arabské většiny, která se však proti imigraci dlouhodobě protestovala. Nadto říkala, že „židovský stát nebude vytvořen proti vůli arabské většiny,“ čímž Britové popřeli svou dosavadní blízkovýchodní politiku.
| „                  | Budeme bojovat s Brity proti Hitlerovi, jako by Bílá kniha neexistovala; a budeme bojovat proti Bílé knize, jako by nebyla žádná válka. | “ |
| — David Ben Gurion | |   |

V souvislosti s vypuknutím druhé světové války Ben Gurion vyzval Židy v jišuvu, aby vstoupili do britské armády a bojovali proti hitlerovské Třetí říši. Židé v mandátu se z velké části připojili k Ben Gurionovu prohlášení o podpoře Spojeného království a po celé zemi probíhaly náborové akce. Celkem v rámci britských sil bojovalo na 26 tisíc Židů z mandátní Palestiny a v roce 1944 došlo nakonec i k vytvoření samostatné židovské jednotky, zvané židovská brigáda. Ne všichni Židé v Palestině však byli Spojenému království loajální. Jednalo se především o revizionistické skupiny Irgun a Lechi. Lechi bojovala proti Britům v průběhu celé války, Irgun pak až do roku 1944 pozdržel všechny protibritské operace.
Současně s prohlášením loajalitu Britům však Ben Gurion intenzivně pomáhal ilegální imigraci tisíců evropských židovských uprchlíků do Palestiny, a to v době, kdy Britové po přijetí Bílé knihy výrazně zpřísnili omezení týkající se židovské imigrace. V květnu 1942 se v newyorském hotelu Biltmore konala mimořádná sionistická konference, na níž z Ben Gurionových úst zazněla myšlenka, že „Židé se již nemohou při zřízení Židovské národní domoviny v Palestině opírat o Británii, a že k dosažení tohoto cíle by měla Židovská agentura vládnout v Palestině místo britské mandátní správy.“ Byl to rovněž Ben Gurionův úspěch, že se do usnesení konference, známé jako Biltmorský program, dostal vůbec poprvé požadavek na zřízení židovského státu, coby oficiální politika sionistického hnutí.
Po skončení druhé světové války Ben Gurion zintenzivnil boj proti politice Bílé knihy. Pod jeho vedením došlo k ustavení Židovského hnutí odporu, které představovalo spolupráci Hagany s Irgunem a Lechi, a to především v koordinaci strategií. Nejvýznamnější operací tohoto hnutí byla sabotážní operace proti železnicím v Palestině, z listopadu 1945 známá jako Noc vlaků. V červnu 1946 provedli Britové rozsáhlou akci proti sionistickým představitelům a podnikatelům s kódovým označením operace Agáta (známější jako Černý šabat), při které uzavřeli Židovskou agenturu a pozatýkali na tři tisíce sionistů. Ben Gurion byl díky své pařížské schůzce s Ho Či Minem jediným čelným představitelem Židovské agentury, který se zatčení vyhnul. I přes dřívější spolupráci v rámci hnutí odporu rázně vystupoval proti teroristickým útokům Irgunu a Lechi, které vnímal jako ohrožení sionistického úsilí, a jako omluvu pro britskou správu v jejím trestných akcí proti židovskému jišuvu. Ben Gurion se postavil proti všem, kteří volali po kompromisu s britskou vládou. To se projevilo zejména na 22. sionistickém kongresu, kde se názorově střetl s Weizmannem, který vyzýval k umírněnému postoji a zastavení protibritského násilí. Ben Gurion byl průběhem kongresu natolik konsternován, že se rozhodl pro odchod ze sionistického hnutí a pro založení nového. K tomu však nakonec nedošlo, neboť schůze vedení strany Mapaj, která měla v rámci sionistického hnutí dominantní pozici, odmítla Weizmannovu výzvu k umírněnosti. Weizmann, který s krátkou přestávkou vedl Světovou sionistickou organizaci, následně nebyl opětovně zvolen jejím prezidentem a na jeho místo nastoupil Ben Gurion, který tuto funkci zastával následujících deset let. Kromě toho na sebe Ben Gurion převzal obranné portfolio, stal se velitelem Hagany a pracoval na jejím posílení; především pak na jejím rozšíření, lepším výcviku jejích členů a na získání vojenského vybavení.

### Status quo
V roce 1947 se Ben Gurionovi podařilo dosáhnout dohody o statu quo s ortodoxní stranou Agudat Jisra'el. Dohoda spočívala v respektování vybraných náboženských pravidel z předstátního období bez jejich budoucího právního ukotvení. Ben Gurionovu dohodu představoval dopis z 19. května 1947 zaslaný Agudat Jisra'el, v němž Ben Gurion za Židovskou agenturu uvedl, že se zavázal založit ne-teokratický stát se svobodou náboženství, avšak že přislibuje následující čtyři věci: šabat (sobota) bude vyhrazen jako den odpočinku, ve veřejných a státních institucích (armáda, státní správa, atp.) bude dodržován kašrut, jurisdikce ve věcech rodinných (sňatky, rozvody, atp.) bude svěřena náboženským soudům a stát uzná a bude financovat existující náboženské vzdělávací instituce.
V souvislosti s ultraortodoxním obyvatelstvem (charedim) je významné ještě jiné Ben Gurionovo rozhodnutí. Konkrétně se jedná o Ben Gurionův souhlas se zproštěním ultraortodoxních studentů povinné vojenské služby v Izraelských obranných silách. Ben Gurion toto rozhodnutí učinil v době, kdy podíl ultraortodoxního obyvatelstva na celkovém počtu obyvatel Izraele byl nízký. Mimo to se domníval, že by „tito muži v žádném případě nebyli pro izraelskou armádu efektivní, a argumentoval i tím, že toto opatření napomůže udržet při životě jiskru židovské tradice a vzdělanosti“. V době Ben Gurionova souhlasu se jednalo přibližně o 400 osob. Z tohoto souhlasu se však stal precedent a zároveň s nárůstem podílu charedim se podíl vyňatých studentů zvyšoval (v roce 1968 ještě 800 studentů, v roce 1997 již více než 29 tisíc studentů).

## Založení státu
Po založení Izraele 14. května 1948 se stal jeho prozatímním předsedou vlády. V lednových volbách v roce 1949 jeho Mapaj zvítězila a Ben Gurion byl zvolen řádným premiérem. V úřadu premiéra se mimo jiné zasazoval za Třístrannou deklaraci, která zaručovala zachování hranic v té podobě, v jaké byly po ukončení války za nezávislost. V roce 1954 opustil úřad premiéra a vrátil se do svého kibucu Sde Boker. Do politiky se vrátil v roce 1955 nejprve jako ministr obrany a po několika měsících nastoupil na Šaretem uvolněné místo ministerského předsedy. V roce 1956 dal příkaz k útoku na Egypt (konflikt později známý jako Suezská krize), při kterém se Izrael zmocnil větší části Sinajského poloostrova. V roce 1956 měl v soukromém rozhovoru s Nachumem Goldmanem, prezidentem Světového sionistického kongresu, nastínit své vysvětlení arabského postoje vůči Izraeli:
| „ | Proč by měli Arabové uzavírat mír? Kdybych byl arabským vůdcem, nikdy bych smlouvu s Izraelem nepodepsal. To je normální; vzali jsme jim jejich zemi. Je pravda, že nám ji Bůh slíbil, ale jak by je to mohlo zajímat? Náš Bůh není jejich. Pocházíme z Izraele, to je pravda, ale to bylo před dvěma tisíci lety, jak se jich to týká? Byl tu antisemitismus, nacisté, Hitler, Osvětim, ale byla to jejich vina? Nevidí než jednu věc: přišli jsme a ukradli jim jejich zemi. Jak by to mohli přijmout? | “ |

V listopadu 1959 sestavil novou vládu, která se však ukázala být nestabilní kvůli rozporům s P. Lavonem, vůdcem Histadrutu. V roce 1963 opustil vládu znovu z „osobních důvodů“, tentokrát definitivně. Jeho nástupcem se stal Levi Eškol, který byl Ben Gurionem často kritizován, zejména pro způsob, jakým se vypořádal s tzv. Lavonovou aférou. Ben Gurion stále více času trávil v kibucu v Negevské poušti a psal vlastní životopis. V té době v jednom svém dopise poznamenal: „Měl jsem tři přátele: Jicchaka Ben-Cviho, Šmuela Jabnieliho a Berla Kaznelsona. Teď, když zemřeli, jsem sám…“ V roce 1965 opustil Mapaj, kterou kdysi zakládal. Učinil tak na protest proti jejímu sloučení s Achdut ha-avoda. Záhy založil vlastní stranu, Rafi. Ta ve volbách do Knesetu v listopadu téhož roku získala 10 křesel, zatímco Mapaj – Achdut ha-avoda 45 křesel.
V roce 1968 ale Rafi vytvořila s Mapaj koalici Ma'arach. Ben Gurion proto založil další stranu Rešima mamlachtit. Ta v volbách v roce 1969 získala čtyři křesla v Knesetu. V roce 1970 Ben Gurion rezignoval na své poslanecké křeslo a odešel do „svého“ kibucu.
Počátkem listopadu 1973 utrpěl Ben Gurion mozkovou mrtvici, po níž byl převezen do jeruzalémské nemocnice Hadassa. Po dvou a půl týdnech nakonec 1. prosince zemřel.

## Ben Gurionův vztah k Negevu
V letech 1947 a 1948, kdy probíhala jednání o hranicích židovského státu, zastával Ben Gurion názor, že oblast Negevské pouště náleží právě židovskému státu. Do té doby byla oblast považována za neobhospodařovatelnou a proto prakticky bezcennou.
Ben Gurion naopak určil Negev jako hlavní oblast rozvoje Izraele. V roce 1959 předpovídal, že v roce 1968 bude mít Negev 500 tisíc obyvatel, tento cíl však nebyl splněn ani v roce 2003.

## Připomínání Ben Guriona
David Ben Gurion byl jednou z největších postav izraelských dějin a významným způsobem se přičinil o vznik izraelského státu. V Izraeli bylo na jeho počest pojmenováno mnoho míst, včetně dvou míst mezinárodního významu. Jedním z nich je největší izraelské mezinárodní letiště nacházející se u Tel Avivu – Ben Gurionovo mezinárodní letiště. Druhým pak univerzita v jihoizraelském městě Beerševa – Ben Gurionova univerzita v Negevu. Součástí univerzity je i Ben Gurionovo národní centrum solární energie. Jeho jméno nesla i izraelská modifikace britského bojového tanku Centurion, která se jmenovala Ben Gurion. Na jeho počest je pojmenováno i jedno pařížské náměstí.

## Dílo
David Ben Gurion za svého života vydal množství publikací. Toto je seznam deseti vybraných publikací uvedených izraelským parlamentem:
- Us and Our Neighbors, 1931 (hebrejsky)
- From Class to Nation, 1933 (hebrejsky)
- Ben-Gurion Selections, 1948
- Rebirth and Destiny of Israel, 1952
- Letters to Paula and the Children, 1958, 1971
- Israel: Years of Challenge, 1963
- The Jews in Their Land, 1966
- Israel: A Personal History, 1971
- Ben-Gurion Looks at the Bible, 1973